# Пошуковий запит
Пошуковий запит — запит, який користувач вводить в пошукову систему, щоб задовольнити свої потреби в інформації. Особливість пошукових запитів полягає в тому, що вони являють собою простий текст або гіпертекст з додатковими пошуковими директивами (наприклад, «і» чи «або»). Пошукові запити суттєво відрізняються від стандартних мов запитів, які регулюються строгими правилами синтаксису як в командних мовах з ключовими словами або позиційними параметрами.

## Типи пошукових запитів
Пошукові запити прийнято розрізняти за наміром, або пошуковим інтентом. Пошуковий інтент — це намір більшості користувачів конкретної локації побачити у видачі за конкретним запитом певний тип результату. В найпростішому вигляді прийнято розрізняти такі типи запитів за інтентом:
1) Інформаційні запити — запити, за якими користувач хоче дізнатися певну інформацію (будь якої розповсюдженості, чи то для широкого загалу, чи то вузьку та специфічну).
Субтипи: 
- новини (наприклад, в 2024 році за запитом "Ізраїль" користувач шукає новини);
- "що таке ..." (користувач вперше зустрів новий для нього термін, зацікавився, тобто знаходиться на початку піраміди моделі AIDA, хоче дізнатися що це таке. Прикладом може бути будь який вузький термін типу "сенсорна інтеграція", або будь який новий термін типу "великі мовні моделі");
- тощо.

2) Навігаційні запити (брендові) — запити, за якими шукають певний вебсайт.
Субтипи: 
- сайтові (за даними Ahrefs найпопулярніші сайти, які шукають в Google в 2024 році це Youtube, Facebook та Whatsapp Web);
- сторінки на певному сайті (наприклад, "oppenheimer wiki").

3) Комерційні запити — запити, що відображають намір користувача виконати певну комерційну дію, як придбання автомобіля або завантаження певної програми, або наблизитися до неї.
Субтипи: 
- транзакційний (наприклад "замовити суші");
- "кращий ..." (користувач бажає отримати рекомендації від сторонніх ресурсів щодо можливої покупки);
- порівняння (бренд vs бренд);
- репутація та відгуки (за запитом, наприклад "бренд відгуки" користувач хоче дізнатися перед замовленням, чи можна довіряти бренду);
- тощо.

4) Інші — запити, що складно вписуються в цю класифікацію, наприклад ті, що стосуються подій, людей, тощо.
Також пошукові запити поділяють на геозалежні та геонезалежні. Інформаційні запити здебільшого є геонезалежними. Типовим прикладом геозалежних запитів є ті, що стосуються локальних послуг: "ремонт кондиціонера", "замовити суші" тощо.

## Історичні зариси
Більшість комерційних пошукових систем раніше не розкривали історію пошукових запитів, тому інформацію про те, що шукають користувачі в Інтернеті, було важко знайти. Проте в 1998 році явилися перші дослідження на цю тему Пізніше, в 2001 році, було проведене та опубліковане дослідження запитів пошукової системи Excite, яке виявило деякі цікаві характеристики вебпошуку:
- середня довжина пошукового запиту — 2,4 слова;
- близько половини користувачів зробили лише один запит, тоді як трохи менше, ніж третина користувачів зробили три або більше унікальних запитів;
- близько половини користувачів розглянули лише одну або дві сторінки результатів (на кожній сторінці до 10 результатів);
- менше 5 % користувачів використовували розширені функції пошуку (наприклад, логічні оператори AND, OR та NOT);
- три найбільш часто використовувані слова були (порожній пошук), «і» та «секс».

Аналіз пошукових запитів Excite показав, що 19 % запитів містили географічний термін (наприклад, географічні назви, поштові індекси і т. д.). Дослідження також показують, що є передбачувані патерни до того, як користувачі змінюють свої запити.
Вивчення журналів пошукових запитів Yahoo у 2005 році показав, що 33 % запитів від одного користувача були повторні запити і що 87 % часу, користувач натискав на один і той самий результат. Це говорить про те, що багато користувачів використовують повторні запити аби знову знайти одну і ту саму інформацію. Цей висновок підтверджує пост у блозі пошукової системи Bing, де говориться, що 30 % запитів є навігаційними запити.
Крім того, багато досліджень показали, що частотний розподіл слів у пошукових запитах відповідає степеневому закону. Тобто найчастіше використовується невелика група слів, які спостерігаються у великій кількості запитів, в той час як інші слова використовуються рідше й окремо. Цей приклад принципу Парето (або 80-20) дозволяє пошуковим системам використовувати методи оптимізації, такі як індексація або поділ бази даних, кешування і випереджаюча вибірка. Також були проведені дослідження з виявлення лінгвістично-орієнтованих атрибутів, які могли б вказувати на тип пошукового запиту.
В дослідженні 2011 року було встановлено, що середня довжина запитів з плином часу зростає, й для неанглійських мов цей процес протікає швидше.
Для дослідження пошукових запитів, їх динаміки, сезонності та інших показників маркетологи також користуються сервісами Google Trends, Google Keyword Planner, Ahrefs тощо.

## Топ пошукових запитів (за роками)

### 2024
Корпорація Google назвала найпопулярніші запити у своєму пошуковику в 2024 році у світі та Україні. Перші чотири рядки світового глобального топ-5 зайняли спортивні події, зокрема:
- Кубок Америки з футболу;
- Чемпіонат Європи з футболу 2024 року;
- Чемпіонат світу з крикету;
- Матч між збірними Англії та Індії з крикету;
- Ліам Пейн.

В Україні результати топ-5 пошукових запитів були наступні:
- Графік відключення світла;
- Євро 2024;
- Сирський;
- Олімпійські ігри 2024;
- Великдень 2024.

## Структуровані запити
З пошуковими системами, які підтримують логічні оператори і круглі дужки, є можливим застосування метода, що традиційно використовувався бібліотекарями. Користувач, який шукає документи, які охоплюють кілька тем або аспектів, може використовувати диз'юнкції характерних слів, наприклад, автомобілі OR машини. Кон'юнкції (за допомогою логічного оператора AND) таких запитів можуть зробити пошук навіть більш потужним й багатогранним.